# 音卓の騎士
音卓の騎士（おんたくのきし）は、ロックヴァイオリニストのAyasa,二胡奏者であるKiRiKoを中心に、出水ぽすか,ヒョーゴノスケといったイラストレーター,作家金巻ともこ等様々なクリエイターが参加する国産RPGインスパイア音楽ユニット。

## 概要
ヴィレッジヴァンガード下北沢店の名物バイヤー 金田謙太郎が「ゲームとの連動を目指した音楽プロジェクト」として立ち上げる。

## ディスコグラフィ
|     | 発売日         | 形態         | タイトル     |  |
| --- | -------------- | ------------ | ------------ |  |
| 1st | 2015年10月25日 | ミニアルバム | Chapter Zero |  |
| 2nd | 2020年3月4日   | アルバム     | Chapter One  |  |

## ライブ
| 公演年         | 形態 | タイトル          | 会場             |
| -------------- | ---- | ----------------- | ---------------- |
| 2015年12月25日 | 本編 | Live Chapter Zero | 恵比寿クレアート |
| 2016年06月11日 | 本編 | Live Chapter 1    | 恵比寿クレアート |
| 2016年08月19日 | 再演 | Live Chapter 1    | 恵比寿クレアート |
| 2016年09月10日 | 本編 | Live Chapter 2    | 恵比寿クレアート |
| 2016年12月10日 | 本編 | Live Chapter 3    | 恵比寿クレアート |
| 2017年06月17日 | 夜会 | 音卓夜会 Vol.1    | 渋谷ラストワルツ |
| 2017年07月29日 | 夜会 | 音卓夜会 Vol.2    | 恵比寿クレアート |
| 2017年07月29日 | 本編 | Live Chapter 4    | 恵比寿クレアート |
| 2018年04月21日 | 再演 | LIVE〜Begins〜    | 恵比寿クレアート |
| 2018年09月29日 | 夜会 | 音卓夜会 Vol.3    | 恵比寿クレアート |
| 2019年01月14日 | 本編 | LIVE～Encounter～ | 恵比寿クレアート |
| 2019年02月26日 | 夜会 | 音卓夜会Vol.4     | 恵比寿クレアート |
| 2019年07月06日 | 夜会 | 音卓夜会Vol.5     | 恵比寿クレアート |
| 2019年12月08日 | 夜会 | 音卓夜会Vol.6     | 恵比寿クレアート |